# Geir Karlstad
Geir Karlstad (ur. 7 lipca 1963 w Lørenskog) – norweski łyżwiarz szybki, dwukrotny medalista olimpijski, brązowy medalista mistrzostw świata i dwukrotny zdobywca Pucharu Świata.

## Kariera
Specjalizował się w długich dystansach. Pierwszy medal wywalczył w 1982 roku, kiedy zwyciężył podczas mistrzostw świata juniorów w Innsbrucku. W 1984 roku brał udział w igrzyskach olimpijskich w Sarajewie, gdzie był między innymi czwarty na dystansie 10 000 m. Walkę o medal przegrał tam z René Schöfischem z NRD. Na rozgrywanych cztery lata później igrzyskach w Calgary był siódmy w biegu na 5000 m, a dwukrotnie dłuższego dystansu nie ukończył. Rok później zdobył brązowe medale zarówno podczas wielobojowych mistrzostw świata w Oslo, jak i na mistrzostwach Europy w Göteborgu. Największe sukcesy osiągnął jednak na igrzyskach olimpijskich w Albertville w 1992 roku, gdzie był najlepszy w biegu na 5000 m, a w biegu na 10 000 m zajął trzecie miejsce. Wyprzedzili go jedynie Holender Bart Veldkamp oraz kolejny Norweg, Johann Olav Koss. Wielokrotnie stawał na podium zawodów Pucharu Świata, odnosząc przy tym siedemnaście zwycięstw. W sezonach 1986/1987 i 1991/1992 zwyciężał w klasyfikacji końcowej na 5000 m/10 000 m, a w sezonach 1988/1989 i 1989/1990 zajmował drugie miejsce. W latach 1989 i 1990 był mistrzem Norwegii w wieloboju.
Ustanowił pięć rekordów świata. W 1986 roku został uhonorowany Nagrodą Oscara Mathisena.
Po zakończeniu kariery został trenerem. Prowadził między innymi reprezentację Norwegii w latach 1998–2002.